# Ostichthys sandix
Ostichthys sandix là một loài cá biển thuộc chi Ostichthys trong họ Cá sơn đá. Loài này được mô tả lần đầu tiên vào năm 1982.

## Từ nguyên
Danh từ định danh sandix trong tiếng Latinh có nghĩa là "màu đỏ son", hàm ý đề cập đến màu của loài cá này.

## Phân bố
O. sandix hiện chỉ được ghi nhận tại đảo quần đảo Hawaii, quần đảo Mariana (gồm cả Guam và Bắc Mariana) và Polynésie thuộc Pháp). Loài này được tìm thấy ở vùng nước có độ sâu khoảng 320–400 m.

## Mô tả
Chiều dài cơ thể lớn nhất được ghi nhận ở O. sandix là 19,2 cm. Thân có màu đỏ nhạt.
Số gai ở vây lưng: 12; Số tia vây ở vây ngực: 16–17; Số gai ở vây bụng: 1; Số tia vây ở vây bụng: 7; Số vảy đường bên: 28.